# Tàngara de gorja castanya
El tàngara de gorja castanya (Nemosia rourei) és un ocell de la família dels tràupids (Thraupidae).

## Hàbitat i distribució
Habita la selva pluvial del sud-est del Brasil